# Haddhunmathi-Atoll
Das Haddhunmathi-Atoll ist ein Atoll der Malediven in der Lakkadivensee. Es liegt 30 km südöstlich des Kolhumadulu-Atolls und bildet das südlichste Atoll der mittleren Atollkette der Malediven. Haddhunmathi ist deckungsgleich mit dem Gebiet des maledivischen Verwaltungsatolls Laamu (Dhivehi ލ).

## Geographie
Von den 75 Inseln des Atolls sind 12 bewohnt. Die Hauptinsel Fonadhoo liegt auf dem südöstlichen Riffkranz.

## Inseln
| Inselname        | Aliasname    | Koordinaten           | Fläche | Einwohner | Anmerkung      |
| ---------------- | ------------ | --------------------- | ------ | --------- | -------------- |
| Gan              |              | 01° 55′ N, 073° 32′ O | 595,6  | 2.502     |                |
| Fonadhoo         |              | 01° 50′ N, 073° 30′ O | 163    | 1.762     | Hauptinsel     |
| Isdhoo           |              | 02° 07′ N, 073° 34′ O | 358,6  | 1.559     |                |
| Maavah           |              | 01° 53′ N, 073° 15′ O | 40,6   | 1.373     |                |
| Maamendhoo       |              | 01° 49′ N, 073° 23′ O | 19,4   | 845       |                |
| Hithadhoo        |              | 01° 48′ N, 073° 23′ O | 107,1  | 836       |                |
| Maabaidhoo       |              | 02° 02′ N, 073° 32′ O | 51,6   | 690       |                |
| Kunahandhoo      |              | 01° 47′ N, 073° 22′ O | 91,6   | 602       |                |
| Dhanbidhoo       |              | 02° 06′ N, 073° 33′ O | 56,2   | 537       |                |
| Kalhaidhoo       |              | 01° 59′ N, 073° 32′ O | 27,3   | 434       |                |
| Mundoo           |              | 02° 01′ N, 073° 32′ O | 25,9   | 372       |                |
| Gaadhoo          |              | 01° 49′ N, 073° 27′ O | 71,1   | 231       |                |
| Kakurahaa        |              | 01° 51′ N, 073° 15′ O | …      | –         |                |
| Bodumaabulhali   |              | 01° 51′ N, 073° 15′ O | …      | –         |                |
| Kudamaabulhali   |              | 01° 51′ N, 073° 15′ O | …      | –         |                |
| Kalhuhuraa       |              | 01° 51′ N, 073° 15′ O | …      | –         |                |
| Enberahaa        |              | 01° 51′ N, 073° 15′ O | …      | –         |                |
| Haiythoshi       |              | 01° 51′ N, 073° 15′ O | …      | –         |                |
| Uthuruvinagandu  |              | 01° 50′ N, 073° 16′ O | …      | –         |                |
| Maaveshi         |              | 01° 50′ N, 073° 16′ O | …      | –         |                |
| Medhuvinagandu   |              | 01° 50′ N, 073° 16′ O | …      | –         |                |
| Dhekunuvinagandu |              | 01° 49′ N, 073° 16′ O | …      | –         |                |
| Hedha            |              | 01° 49′ N, 073° 17′ O | …      | –         |                |
| Bodufenrahaa     |              | 01° 49′ N, 073° 17′ O | …      | –         |                |
| Athahedha        |              | 01° 49′ N, 073° 17′ O | …      | –         |                |
| Fenboarahaa      |              | 01° 49′ N, 073° 17′ O | …      | –         |                |
| Faés             | Kakuni       | 01° 48′ N, 073° 18′ O | …      | –         |                |
| Kudafares        |              | 01° 48′ N, 073° 18′ O | …      | –         | Touristeninsel |
| Kudafushi        |              | 01° 47′ N, 073° 20′ O | …      | –         |                |
| Maafushi         |              | 01° 48′ N, 073° 20′ O | …      | –         |                |
| Maakaulhuveli    |              | 01° 47′ N, 073° 20′ O | …      | –         |                |
| Olhutholhu       |              | 01° 47′ N, 073° 21′ O | …      | –         |                |
| Boduhuraa        |              | 01° 47′ N, 073° 21′ O | …      | –         |                |
| Medhoo           |              | 01° 47′ N, 073° 23′ O | …      | –         |                |
| Hulhisdhoo       |              | 01° 47′ N, 073° 23′ O | …      | –         |                |
| Hulhimendhoo     |              | 01° 49′ N, 073° 24′ O | …      | –         |                |
| Olhuveli         |              | 01° 49′ N, 073° 24′ O | …      | –         | Touristeninsel |
| Kadhdhoo         | Kaddhoo      | 01° 52′ N, 073° 31′ O | …      | –         |                |
| Maandhoo         |              | 01° 52′ N, 073° 32′ O | …      | –         |                |
| Bodufinolhu      |              | 01° 57′ N, 073° 32′ O | …      | –         |                |
| Gasfinolhu       |              | 01° 57′ N, 073° 32′ O | …      | –         |                |
| Mahakanfushi     |              | 01° 58′ N, 073° 32′ O | …      | –         |                |
| Berasdhoo        |              | 01° 58′ N, 073° 32′ O | …      | –         |                |
| Uvadhevifushi    |              | 01° 59′ N, 073° 32′ O | …      | –         |                |
| Kudakalhaidhoo   |              | 02° 00′ N, 073° 32′ O | …      | –         |                |
| Bokaiffushi      |              | 02° 00′ N, 073° 32′ O | …      | –         |                |
| Kanuhuraa        |              | 02° 03′ N, 073° 32′ O | …      | –         |                |
| Fushi            |              | 02° 03′ N, 073° 32′ O | …      | –         |                |
| Kandaru          |              | 02° 03′ N, 073° 32′ O | …      | –         |                |
| Bileitheyrahaa   |              | 02° 03′ N, 073° 32′ O | …      | –         |                |
| Hikandhirahaa    |              | 02° 03′ N, 073° 32′ O | …      | –         |                |
| Fenboahuraa      |              | 02° 04′ N, 073° 32′ O | …      | –         |                |
| Kudarah          |              | 02° 04′ N, 073° 32′ O | …      | –         |                |
| Holhurahaa       | Medhufinolhu | 02° 04′ N, 073° 32′ O | …      | –         |                |
| Dhonberahaa      |              | 02° 04′ N, 073° 32′ O | …      | –         |                |
| Thunburi         |              | 02° 04′ N, 073° 32′ O | …      | –         |                |
| Hulhiyandhoo     |              | 02° 05′ N, 073° 33′ O | …      | –         |                |
| Fonagaadhoo      |              | 02° 07′ N, 073° 33′ O | …      | –         |                |
| Ziyaaraiyfushi   |              | 01° 59′ N, 073° 19′ O | …      | –         |                |
| Munyafushi       |              | 01° 59′ N, 073° 19′ O | …      | –         |                |
| Hanhushi         |              | 01° 57′ N, 073° 16′ O | …      | –         |                |
| Guraidhoo        |              | 01° 54′ N, 073° 15′ O | …      | –         |                |

## Sonstiges
Einige Szenen des Films Rogue One: A Star Wars Story wurden hier gefilmt, die auf dem Planeten Scarif spielen.